# Levente
Levente  è un nome proprio di persona ungherese maschile.

## Varianti
- Ipocoristici: Levi[3], Levy[3]

## Origine e diffusione
Si basa sul termine levő, con il significato di "che esiste", "che è" (dalla radice lesz, lev, "essere", "esistere"). Coincide con il termine ungherese levente ("cavaliere"), al quale è molto probabilmente non correlato, essendosi originato molto prima. 
È un nome diffusosi di recente, a partire dal XIX secolo; negli ultimi anni il suo uso è aumentato considerevolmente, raggiungendo il terzo posto fra i più usati per i neonati ungheresi nel 2011. Dalla sua stessa radice deriva il nome di Lebedias, padre di Álmos, dal quale prendeva il nome la Levédia.

## Onomastico
Il nome è adespota, non essendo portato da alcun santo, quindi l'onomastico ricade il 1º novembre, giorno di Ognissanti.

## Persone
- Levente d'Ungheria, nobile magiaro dell'XI secolo
- Levente Lengyel, scacchista ungherese
- Levente Szuper, hockeista su ghiaccio ungherese